# Paeonia sterniana
Paeonia sterniana là một loài thực vật có hoa trong họ Paeoniaceae. Loài này được H.R.Fletcher miêu tả khoa học đầu tiên năm 1959.